# 千葉熱血MAKING
千葉熱血MAKING（ちばねっけつメイキング）は、千葉県松戸市に本拠地を置き、日本野球連盟に加盟している社会人野球のクラブチームである。

## 概要
森田健作が、2005年12月に社会人野球のクラブチーム設立を発表、2006年1月に選抜を行い、同年2月14日付けで『千葉熱血MAKING』として日本野球連盟へ加盟し、YBCフェニーズとともに千葉県野球連盟第8（第9）のチームとして正式に誕生した。
森田は総監督に就任、常設の応援団長に千葉県に本籍を持つテレビ演出家のテリー伊藤（後に横浜ベイブルース総監督に就任）、マスコットガールに千葉県出身かつ森田の事務所の後輩でもあるタレントの小野真弓、総監督付特別補佐官に森田と交友がある俳優の京本政樹を起用したチームとなっている。
加盟初年度となる2006年は、都市対抗野球大会・全日本クラブ野球選手権大会の千葉県1次予選で4位となり、クラブ2位でクラブ選手権南関東2次予選に進出する快進撃を見せたが、そのさなかに若生智男監督・本西厚博ヘッドコーチらがチーム運営の意見の食い違いから退団、またチームの柱として期待された元プロ野球選手の中村隼人も台湾プロ野球挑戦のため退団するなど、チームの今後が不安視される事態となった。
2008年、森田は名誉監督に就任。監督兼外野手として河野和洋（明徳義塾高校～専修大学～ヤマハ～サムライ・ベアーズ）が就任し、チームの編成・指導を行っている。背番号は55番である。河野は松井秀喜5打席連続敬遠を行った投手である。
2015年、初の全国大会となる全日本クラブ野球選手権大会に初出場を果たした。
2016年より松尾優治が監督に就任。

## 沿革
- 2005年：森田健作が千葉県にクラブチームを設立するとの構想を発表。
- 2006年：チーム名が「千葉熱血MAKING」に決定、日本野球連盟に加盟。
- 2006年：クラブ選手権千葉県2位に。
- 2010年：秋、千葉県社会人クラブチーム2位。
- 2011年：春、千葉県社会人クラブチーム3位。
- 2011年：秋、関東クラブ選手権千葉県大会1位。
- 2012年：都市対抗野球南関東大会初出場。
- 2012年：全日本クラブ選手権南関東大会初出場。
- 2012年：第5回関東クラブ選手権準優勝。
- 2014年：第7回関東クラブ選手権優勝。
- 2015年：全日本クラブ選手権初出場（ベスト4）。
- 2017年：全日本クラブ選手権に2度目の出場（ベスト16）。

## 元プロ野球選手の競技者登録
- 若生智男（元：大毎オリオンズ、阪神タイガース、広島東洋カープ） - 監督兼投手→退団
- 本西厚博（元：オリックス・ブルーウェーブ、阪神タイガース、千葉ロッテマリーンズ） - ヘッドコーチ→退団
- 澤井良輔（元：千葉ロッテマリーンズ） - 選手兼コーチ→退団
- 中村隼人（元：日本ハムファイターズ、読売ジャイアンツ） - 投手→退団
- 宮城弘明（元：ヤクルトスワローズ） - ヘッドコーチ→退団

## かつて在籍していた選手
- 吉田えり（投手） - 男性と同一チームでプレーする女性プロ野球選手。
- 河野和洋（外野手） - 選手兼任監督。